# David Caminer
David Caminer (ur. jako Tresman 26 czerwca 1915, zm. 19 czerwca 2008), brytyjski informatyk, w 1982 odznaczony Orderem Imperium Brytyjskiego, okrzyknięty pionierem wśród analityków systemów korporacyjnych. Był kluczowym członkiem zespołu zarządzającego rozwojem pierwszego systemu automatyzującego procesy biznesowe. Demonstracja działania programu odbyła się przed ówczesną księżniczką Elżbietą już w roku 1951.

## Dzieciństwo i dorastanie
David Tresman urodził się 26 czerwca 1915 w ubogiej londyńskiej dzielnicy East End. Jego ojciec był żydowskim krawcem i zmarł zanim mały David skończył 3 rok życia, podczas I wojny światowej. Owdowiała matka poślubiła Felixa Caminera. David przejął po nim nazwisko. Jego poglądy były skrajnie lewicowe. Zdecydował, że nie podejmie studiów i w roku 1936 podjął staż w grupie zarządzającej brytyjską firmą J. Lyons and Company po tym, jak jego matka spytała sąsiada pracującego tam, czy nie ma dla syna jakiejś posady. Firma była rozbudowana i dynamicznie się rozwijała, co dawało ogromne możliwości edukacyjne dla młodego człowieka. David miał wtedy 21 lat.
Podczas II wojny światowej, wskutek obrażeń z roku 1943 stracił nogę w Tunezji.
W roku 1945 poślubił Jackie Lewis.

## Kariera i sukces
Do Lyons wrócił w roku 1944. Szybko dostał posadę managera biura analizowania systemów. Firma wysłała pracowników do Stanów Zjednoczonych, by studiowali automatykę. Amerykańscy specjaliści stwierdzili, że powinno ich się wysłać do University of Cambridge. Między dr Maurice Wilkesem i Lyons została zawarta umowa. Jej postanowienia zobowiązały firmę do pomocy finansowej za pracę naukowca w zamian za jego pomoc przy budowie komputera dla przedsiębiorstwa. Tam David stworzył graficzny zapis algorytmu objaśniającego powiązania i zależności między różnymi warunkami prac. Stały się one później podstawą do stworzenia kodu. To dokonanie spowodowało okrzyknięcie przyszłego ojca rozwoju oprogramowania biznesowego pionierem wśród analityków systemów korporacyjnych.

## LEO I
Ukończony komputer nazwano LEO (Lyons Electronic Office). Zbudowano go na bazie EDSACa. Był gotowy w roku 1951 i był pierwszą maszyną, prowadzącą obliczenia dla biznesu. Demonstracji towarzyszyła księżniczka Elżbieta. Kolos zajmował powierzchnię 5000 stóp kwadratowych (ok. 460 metrów kwadratowych). Pensję dla pracownika potrafił wyliczyć w 1,5 s. Caminer był odpowiedzialny za oprogramowanie projektu. LEO odniósł spory sukces; został sprzedany m.in. do Ford Motor Company. LEO także rozliczał ówczesny brytyjski system billingów telefonicznych, a z jego działania był zadowolony poczmistrz generalny Tony Benn, który pochwalił firmę Lyons.

## LEO II
Dzięki odniesionemu przez LEO sukcesowi, Lyons mógł rozwinąć się także w kierunku informatyzowania biznesu jako inna firma – Leo Computers. Nowo powstała korporacja zbudowała ulepszoną wersję LEO – LEO II. Caminer w roku 1959 dołączył do zarządu, wciąż jednak opiekując się oprogramowaniem projektu.

## Restrukturyzacje
Ze strony amerykańskich firm (jak np. IBM) rosła presja, która wymusiła szereg zmian w firmie. Zaczęło się od fuzji Leo Computers z inną firmą – English Electric, do której doszło w 1963 roku. Nowo powstała spółka nabyła Marconi’s computing division w roku 1964, tworząc tym samym English Electric Computers. Ostatecznie po fuzji z ICT powstało ICL (International Computers Ltd).

## Jesień życia i śmierć
Podczas tych wszystkich zmian i restrukturyzacji David trwał ze swoją firmą.
Za rozwój oprogramowania wspomagającego wspólny rynek Europy, David Caminer został w roku 1982 w Luksemburgu, odznaczony Orderem Imperium Brytyjskiego. Z ICL odszedł na emeryturę w roku 1980. Wciąż był aktywnym w swojej dziedzinie – udzielał porad i pisał publikacje. W roku 1998 wydał „LEO: Niesamowita Opowieść O Pierwszym Na Świecie Komputerze Biznesowym” (ang. „LEO: The Incredible Story of the World’s First Business Computer”). 2 lata przed śmiercią (2006) otrzymał tytuł doktora honoris causa Middlesex University za osiągnięcia w informatyzacji biznesu. Umierając 19 czerwca 2008 zostawił żonę, oraz trójkę dzieci: syna i dwie córki.